# Isil'kul'
Isil'kul' è una città della Russia siberiana sudoccidentale (oblast' di Omsk), situata 145 km ad ovest del capoluogo Omsk nella regione della steppa dell'Išim, a brevissima distanza dal confine con il Kazakistan; è il capoluogo del rajon Isil'kul'skij, pur essendo amministrativamente autonoma.
La cittadina venne fondata nel 1895, come insediamento annesso ad una fermata ferroviaria; ricevette status di insediamento operaio nel 1938 e di città nel 1945.